# Saison 1969-1970 des Bulls de Chicago
La saison 1969-1970 des Bulls de Chicago est la 4e saison du club de basket-ball de la franchise américaine de la National Basketball Association (généralement désignée par le sigle NBA).

## Draft
| Tour | Choix | Joueur        | Poste | Nationalité | Provenance       |
| ---- | ----- | ------------- | ----- | ----------- | ---------------- |
| 1    | 5     | Larry Cannon  | G     | États-Unis  | La Salle         |
| 2    | 16    | Simmie Hill   | F     | États-Unis  | West Texas State |
| 2    | 20    | Ken Spain     | C     | États-Unis  | Houston          |
| 2    | 23    | Johnny Baum   | F     | États-Unis  | Temple           |
| 3    | 34    | Norm Van Lier | G     | États-Unis  | Saint Francis    |
| 13   | 172   | Rick Kirkland |       | États-Unis  | Norfolk State    |

## Classement de la saison régulière
| Division Ouest            | V  | D  | PCT  | GB |
| ------------------------- | -- | -- | ---- | -- |
| Hawks d'Atlanta           | 48 | 34 | 58.5 | -  |
| Lakers de Los Angeles     | 46 | 36 | 56.1 | 2  |
| Bulls de Chicago          | 39 | 43 | 47.6 | 9  |
| Suns de Phoenix           | 39 | 43 | 47.6 | 9  |
| SuperSonics de Seattle    | 36 | 46 | 43.9 | 12 |
| Warriors de San Francisco | 30 | 52 | 36.6 | 18 |
| Rockets de San Diego      | 27 | 55 | 32.9 | 21 |

## Effectif
| Effectif des Bulls de Chicago 1969-1970 |
| --- |
| 4 Jerry Sloan • 6 Bob Kauffman • 8 Bob Weiss • 9 Johnny Baum • 10 Bob Love • 11 Clem Haskins • 15 Loy Petersen • 16 Ed Manning • 18 Tom Boerwinkle • 19 Shaler Halimon • 20 Walt Wesley • 25 Chet WalkerEntraîneur : Dick Motta |

## Playoffs

### Demi-finale de Division
(1) Hawks d'Atlanta vs. (4) Bulls de Chicago : Chicago s'incline sur la série 1-4
- Game 1 @ Atlanta : Atlanta 129, Chicago 111
- Game 2 @ Atlanta : Atlanta 124, Chicago 104
- Game 3 @ Chicago : Atlanta 106, Chicago 101
- Game 4 @ Chicago : Chicago 131, Atlanta 120
- Game 5 @ Atlanta : Atlanta 113, Chicago 107

## Statistiques

### Saison régulière
| Joueur         | Matchs | Min./m. | % Tir | % LF | Rbds/m. | Pass/m. | Pts/m. |
| -------------- | ------ | ------- | ----- | ---- | ------- | ------- | ------ |
| Johnny Baum    | 3      | 4.3     | .273  |      | 1.3     | 0.0     | 2.0    |
| Tom Boerwinkle | 81     | 28.8    | .449  | .664 | 12.5    | 2.8     | 10.4   |
| Shaler Halimon | 38     | 13.6    | .393  | .671 | 1.8     | 1.8     | 6.3    |
| Clem Haskins   | 82     | 39.2    | .450  | .783 | 4.6     | 7.6     | 20.3   |
| Bob Kauffman   | 64     | 12.1    | .425  | .715 | 3.3     | 1.2     | 4.3    |
| Bob Love       | 82     | 38.1    | .466  | .842 | 8.7     | 1.8     | 21.0   |
| Ed Manning     | 38     | 16.2    | .341  | .771 | 5.2     | 0.9     | 5.6    |
| Loy Petersen   | 31     | 7.5     | .367  | .667 | 0.8     | 0.7     | 3.0    |
| Jerry Sloan    | 53     | 34.4    | .421  | .651 | 7.0     | 3.1     | 15.6   |
| Al Tucker      | 33     | 16.9    | .513  | .822 | 3.4     | 0.9     | 7.0    |
| Chet Walker    | 78     | 34.9    | .477  | .850 | 7.7     | 2.5     | 21.5   |
| Bob Weiss      | 82     | 31.0    | .427  | .842 | 2.8     | 5.8     | 11.5   |
| Walt Wesley    | 72     | 19.5    | .417  | .662 | 6.3     | 0.9     | 9.5    |

### Playoffs
| Joueur         | Matchs | Min./m. | % Tir | % LF | Rbds/m. | Pass/m. | Pts/m. |
| -------------- | ------ | ------- | ----- | ---- | ------- | ------- | ------ |
| Tom Boerwinkle | 5      | 35.4    | .506  | .615 | 14.4    | 3.2     | 17.6   |
| Shaler Halimon | 5      | 21.2    | .344  | .667 | 4.0     | 3.6     | 8.8    |
| Clem Haskins   | 5      | 30.8    | .471  | .895 | 3.2     | 5.0     | 16.2   |
| Bob Kauffman   | 3      | 4.7     | .333  | .667 | 2.0     | 1.3     | 1.3    |
| Bob Love       | 5      | 34.4    | .385  | .792 | 9.2     | 0.8     | 11.8   |
| Ed Manning     | 2      | 14.5    | .500  | .500 | 4.5     | 1.5     | 5.5    |
| Jerry Sloan    | 5      | 38.0    | .392  | .640 | 7.8     | 2.2     | 14.8   |
| Chet Walker    | 5      | 35.6    | .422  | .818 | 8.4     | 2.2     | 19.4   |
| Bob Weiss      | 5      | 24.2    | .424  | .800 | 1.2     | 4.8     | 11.6   |
| Walt Wesley    | 4      | 14.8    | .516  | .500 | 4.8     | 0.5     | 9.5    |

## Récompenses
- Jerry Sloan, NBA All-Defensive Second Team
- Chet Walker, NBA All-Star Game